# Susemka
Susemka (russisch Сузе́мка) ist eine Siedlung städtischen Typs in der Oblast Brjansk in Russland mit 9125 Einwohnern (Stand 14. Oktober 2010).

## Geographie
Der Ort liegt gut 100 km Luftlinie südlich des Oblastverwaltungszentrums Brjansk und etwa 10 km von der Staatsgrenze zur Ukraine entfernt.
Susemka ist Verwaltungszentrum des Rajons Susemski sowie Sitz der Stadtgemeinde Susemskoje gorodskoje posselenije, zu der außerdem die im Umkreis von bis zu 20 km gelegenen Dörfer Denissowka, Gerassimowka, Goroschanka, Krasnaja Sloboda, Smelisch, Tschuchrai und Uliza sowie die Siedlungen Iljinski, Kommuna, Nerussa, Seljony, Sentschury, Tscheljuskin und bei der Bahnstation Goroschanka gehören.

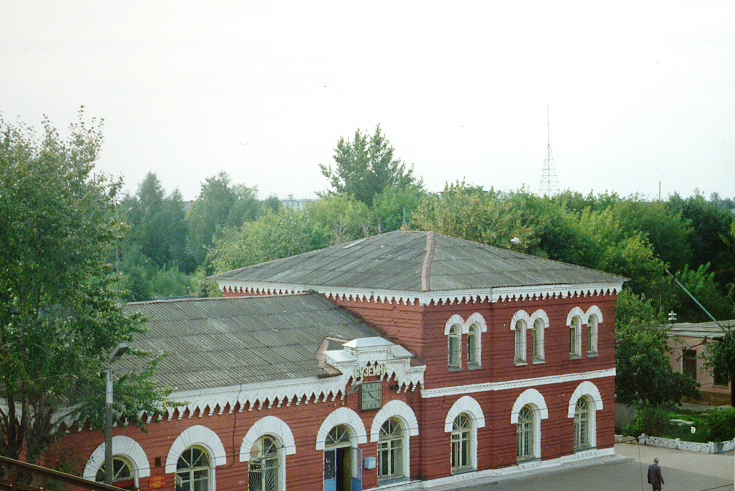
Bahnhof
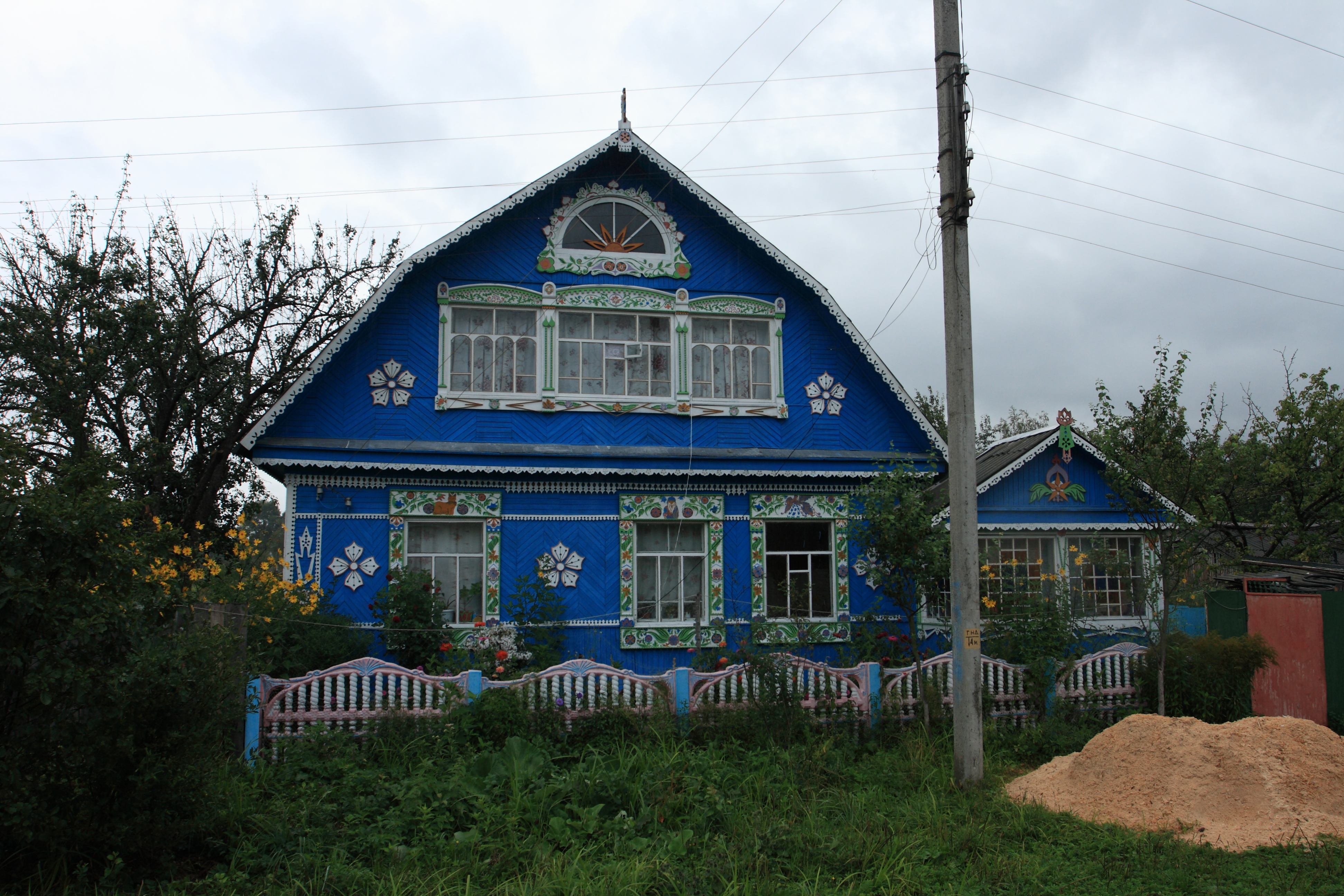
Wohnhaus
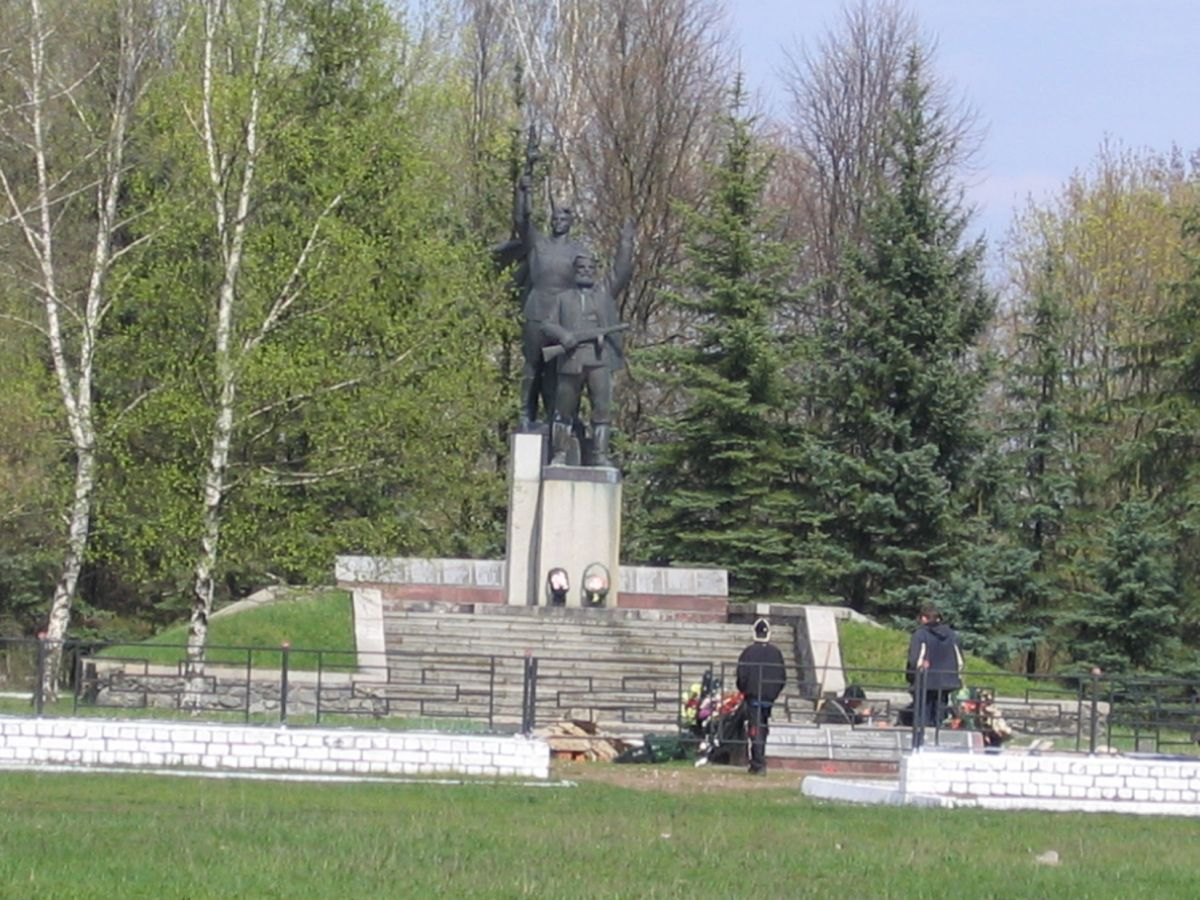
Partisanendenkmal

## Geschichte
Der Ort wurde im 18. Jahrhundert als Buda-Susemka gegründet. Mit Vorbeiführung der direkten Eisenbahnverbindung Moskau – Kiew 1907 – zuvor verlief die kürzeste Strecke zwischen Nawlja und Konotop in einem weiten Umweg über Lgow – nahm Susemka einen wirtschaftlichen Aufschwung und wurde 1917 Verwaltungssitz einer Wolost, 1929 eines neu gebildeten, nach ihm benannten Rajons.
Im Zweiten Weltkrieg war die Siedlung von September 1941 bis 5. September 1943 von der deutschen Wehrmacht besetzt. In der Zeit der Okkupation war das Gebiet um Susemka eines der Zentren der Partisanenbewegung in der Brjansker Region.
1958 erhielt der Ort den Status einer Siedlung städtischen Typs.

### Bevölkerungsentwicklung
| Jahr | Einwohner |
| ---- | --------- |
| 1939 | 3517      |
| 1959 | 5465      |
| 1970 | 6322      |
| 1979 | 7664      |
| 1989 | 9422      |
| 2002 | 9712      |
| 2010 | 9125      |

Anmerkung: Volkszählungsdaten

## Verkehr
Susemka ist der Grenzbahnhof zur Ukraine bei Kilometer 488 der auf diesem Abschnitt 1907 eröffneten und seit 1967 elektrifizierten Eisenbahnstrecke Moskau – Brjansk – Kiew. Eine um 1930 in Betrieb genommene Nebenstrecke in die 35 km nordwestlich gelegene Kleinstadt Trubtschewsk mit Abzweigung nach Belaja Berjoska diente zuletzt nur noch dem Güterverkehr, bevor sie um 2010 stillgelegt und teilweise abgebaut wurde.
Über die Regionalstraße 15K-2409 nach Norden, dann Nordosten sowie die 15K-2202 in südöstlicher Richtung zum 30 km entfernten Sewsk besteht Anschluss an die  föderale Fernstraße M3 Ukraina Moskau – Brjansk – ukrainische Grenze. Die  15K-2401 führt nach Trubtschewsk.